# Castlemaine
Castlemaine, irl. Caisleán na Mainge – wieś w hrabstwie Kerry w południowo-zachodniej Irlandii. Populacja w 2011 roku wynosiła 137 osób.
Nazwa pochodzi od zamku na rzece Maine, stanowiącej granicę pomiędzy normańską rodziną Fitzgeraldów, a terytoriami gaelickimi. Wybudowany został przez Fitgeraldów w 1215 roku. Do lat 70. XVI wieku należał do Królestwa Desmond, później przeszedł na własność korony brytyjskiej. Do zarządzania zamkiem wyznaczano konstabla. Pierwszym był Thomas Spring. Zamek był oblegany przez 13 miesięcy w latach 1598–99 podczas wojny dziewięcioletniej. W latach 40. XVII wieku zmieniał właścicieli kilkakrotnie podczas wojny konfederackiej. Zniszczony przez wojska Cromwella w 1652 roku. Pomimo zniszczenia, konstabl Castlemaine wyznaczany był aż do 1832 roku.
W czerwcu 1921 roku podczas wojny o niepodległość w wyniku akcji IRA w pobliżu Castlemaine zginęło pięciu członków brytyjskich sił bezpieczeństwa.

## Transport
Castlemaine znajduje się na drodze N70, stanowiącej część Pierścienia Kerry. 15 stycznia 1885 otwarto stację kolejową Castlemaine. Została ona zamknięta 1 lutego 1960.

## Urodzeni w Castlemaine
- Pat Carey – irlandzki polityk